# Gedenkstätte Ahlem

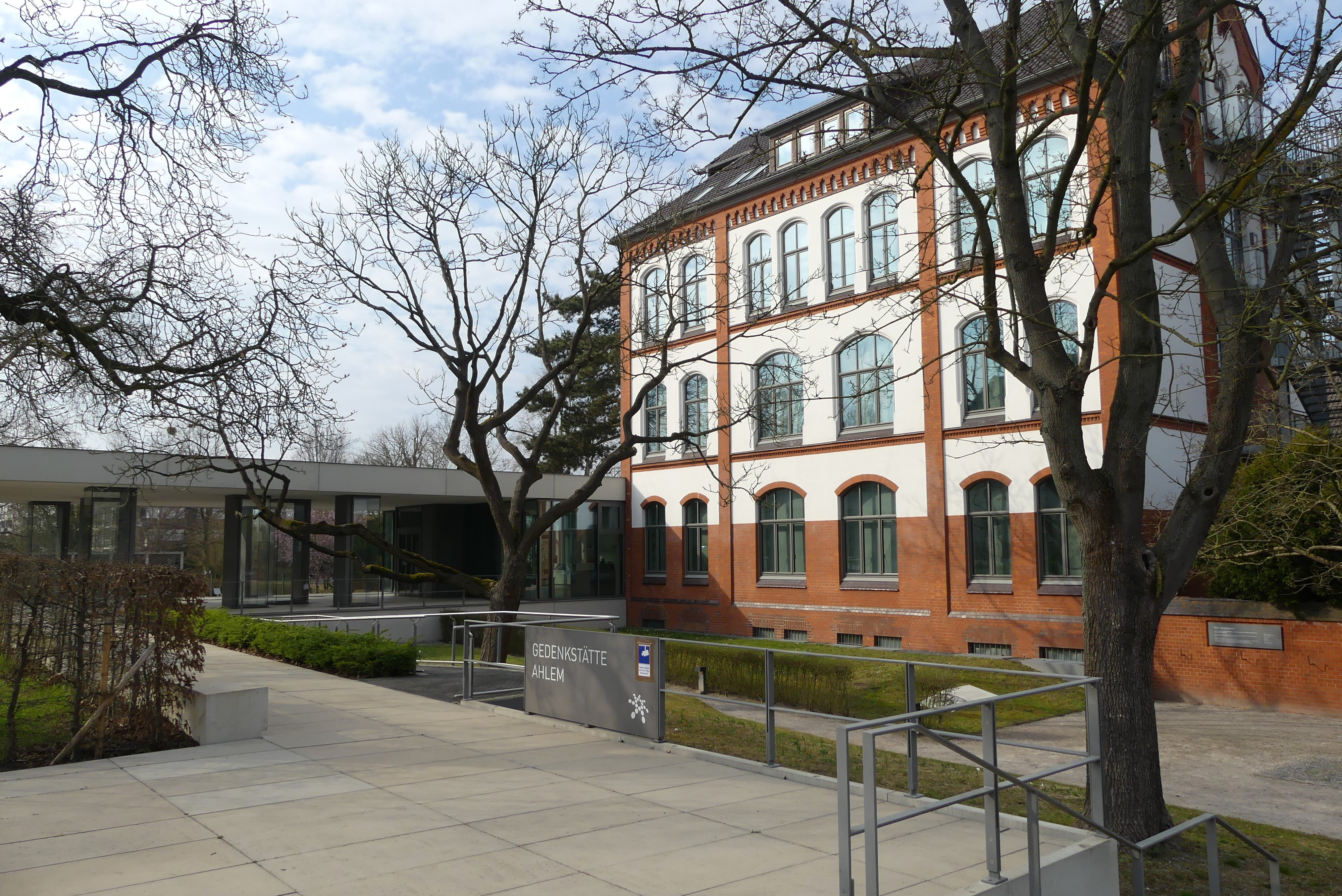
Gedenkstätte Ahlem, 2025

Die Gedenkstätte Ahlem ist eine zentrale Mahn- und Gedenkstätte der Region Hannover für die Judenverfolgung in der Zeit des Nationalsozialismus. Sie befindet sich in Hannover im Stadtteil Ahlem auf dem Gelände der früheren Israelitischen Gartenbauschule Ahlem.

## Beschreibung

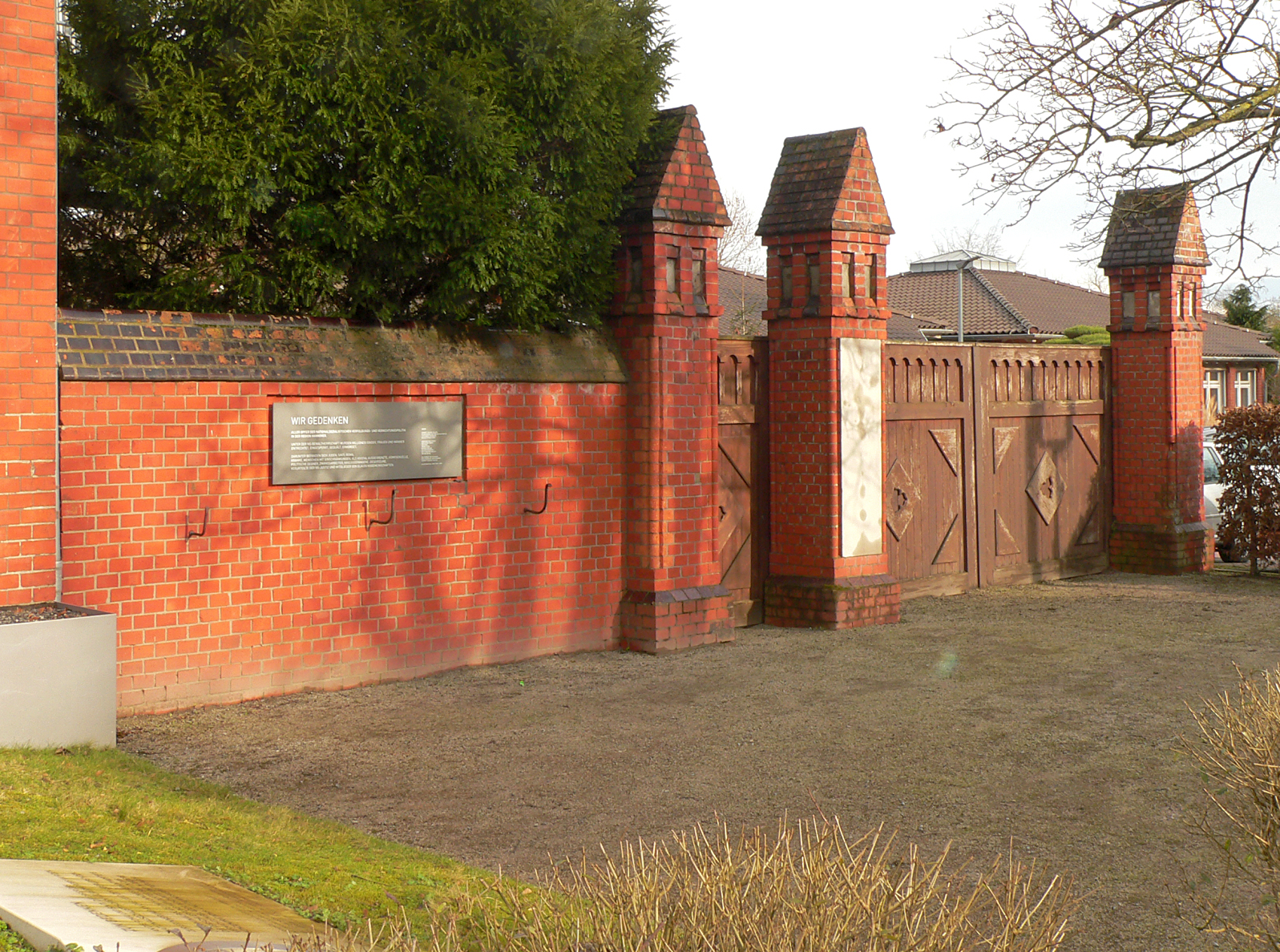
Altes Eingangstor neben dem ehemaligen Direktorenhaus

1987 richtete der Landkreis Hannover im ehemaligen Direktorenhaus und auf dem Außengelände der früheren Gartenbauschule eine Mahn- und Gedenkstätte ein. Nach dem Aufgehen des Landkreises in die Region Hannover 2001 wechselte die Trägerschaft zu diesem Kommunalverband. Die Einrichtung ist die zentrale Gedenkstätte für die Region Hannover. Dort wird die Geschichte der Gartenbauschule sowie die der Einwohner jüdischen Glaubens der Stadt Hannover und des ehemaligen Landkreises dargestellt. Die Ausstellung in der Gedenkstätte wurde in den Jahren 2012 bis 2014 neu konzipiert und gestaltet. Ebenso wurde das Gebäude umgestaltet und umgebaut. Ein Raum der Einrichtung ist nach Martin Gerson benannt. In der Gedenkstätte befindet sich eine Dokumentation über das in der Nähe gelegene KZ-Außenlager Hannover-Ahlem.

## Ausstellung
Die Gedenkstätte befindet sich auf den vier Geschossen des ehemaligen Direktorenhauses sowie im dazugehörigen Außengelände. In der Dauerausstellung wird Ahlem als Ort der Verfolgung beginnend mit dem Novemberpogrom vom 9. November 1938 dargestellt. Sie zeigt insbesondere Geschichte der Israelitischen Gartenbauschule. Darüber hinaus verfügt die Gedenkstätte über einen Veranstaltungsraum für Sonderausstellungen und Kulturveranstaltungen und eine Mediathek mit einer Bibliothek.
Das Außengelände ist als Schulgarten nachgebildet. Darin befindet sich der Standort der früheren Laubhütte, in der die Angehörigen der Israelitischen Gartenbauschule Ahlemas das jüdische Laubhüttenfest feierten. Kurz vor dem Ende des Zweiten Weltkriegs wurden im Februar und März 1945 in der Laubhütte mindestens 59 Häftlinge der Gestapo hingerichtet. Zum Kriegsende setzte die Gestapo die Laubhütte in Brand. Heute erinnert an sie ein Denkmal aus Schieferplatten, die auf der Fläche des früheren Gebäudes dachziegelartig auf der Erde liegen. Die Bäume um die ehemalige Laubhütte Ahlem sind ein Naturdenkmal. Im Garten befindet sich ein Arkadengang mit 3000 Namenstafeln, die als „Wand der Namen“ bezeichnet wird. Die Tafeln nennen die Lebensdaten von NS-Opfern, für die Ahlem eine Station in den Tod war oder die in der Gestapo-Außenstelle Ahlem ermordet wurden.

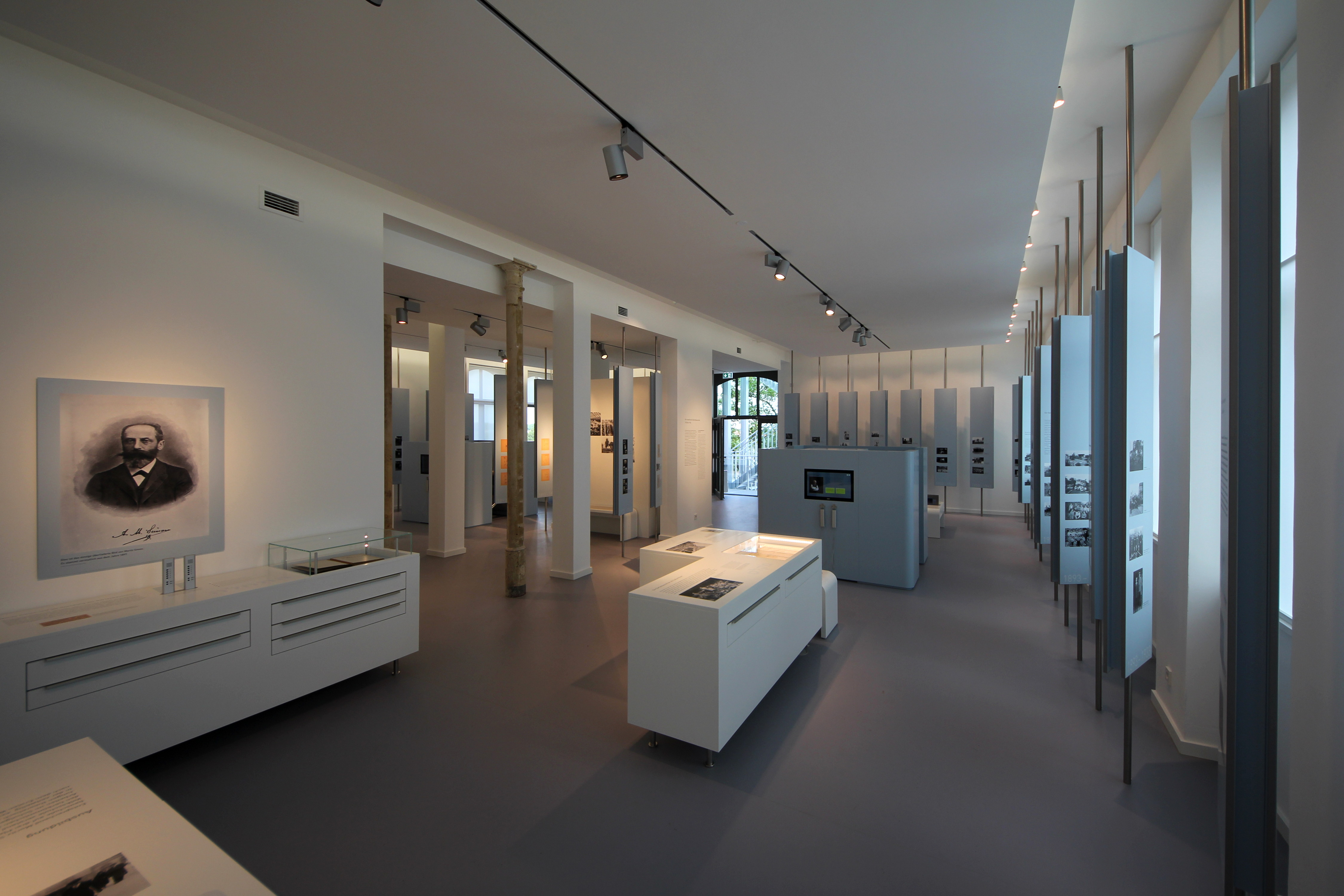
Ausstellungsraum
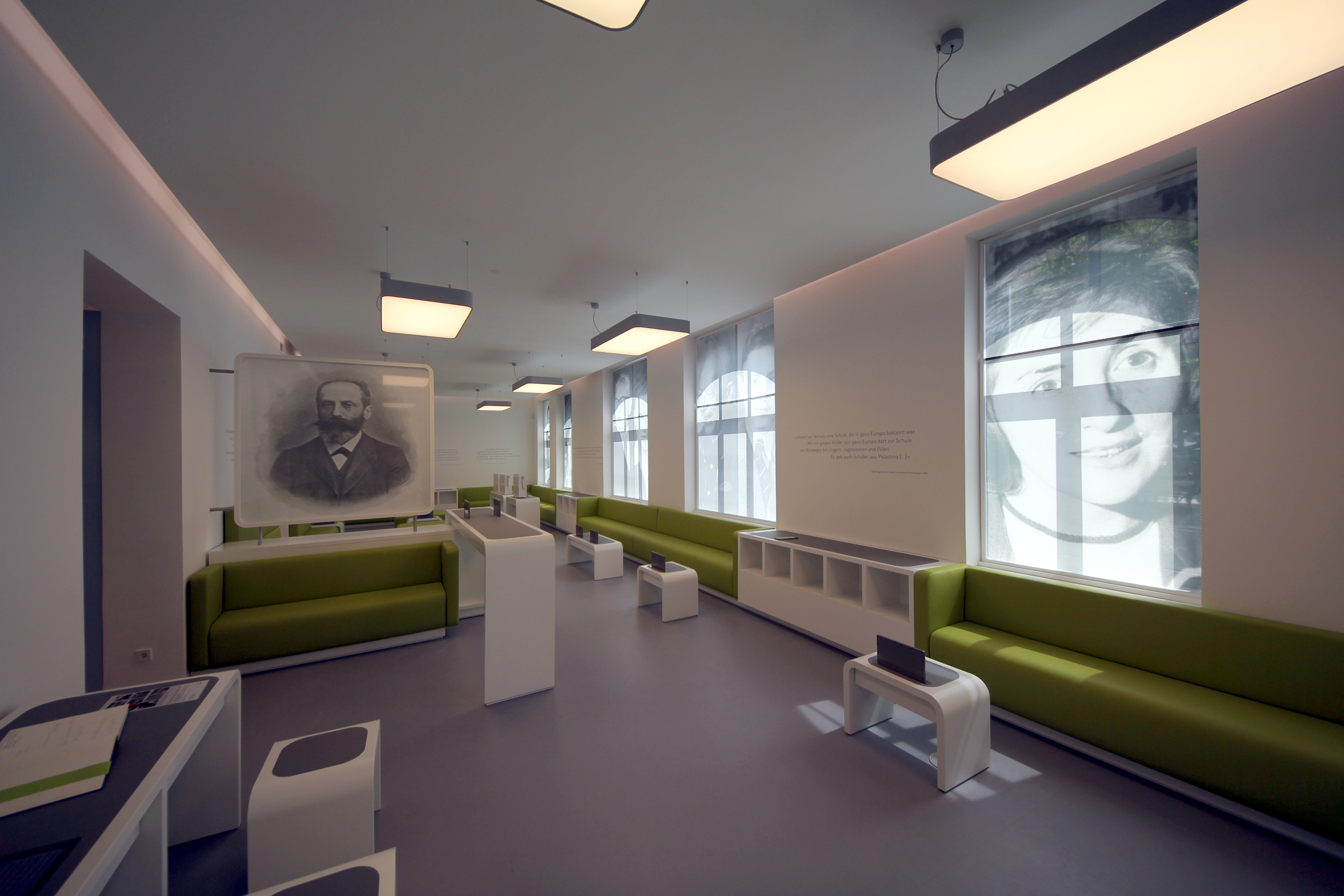
Mediathek
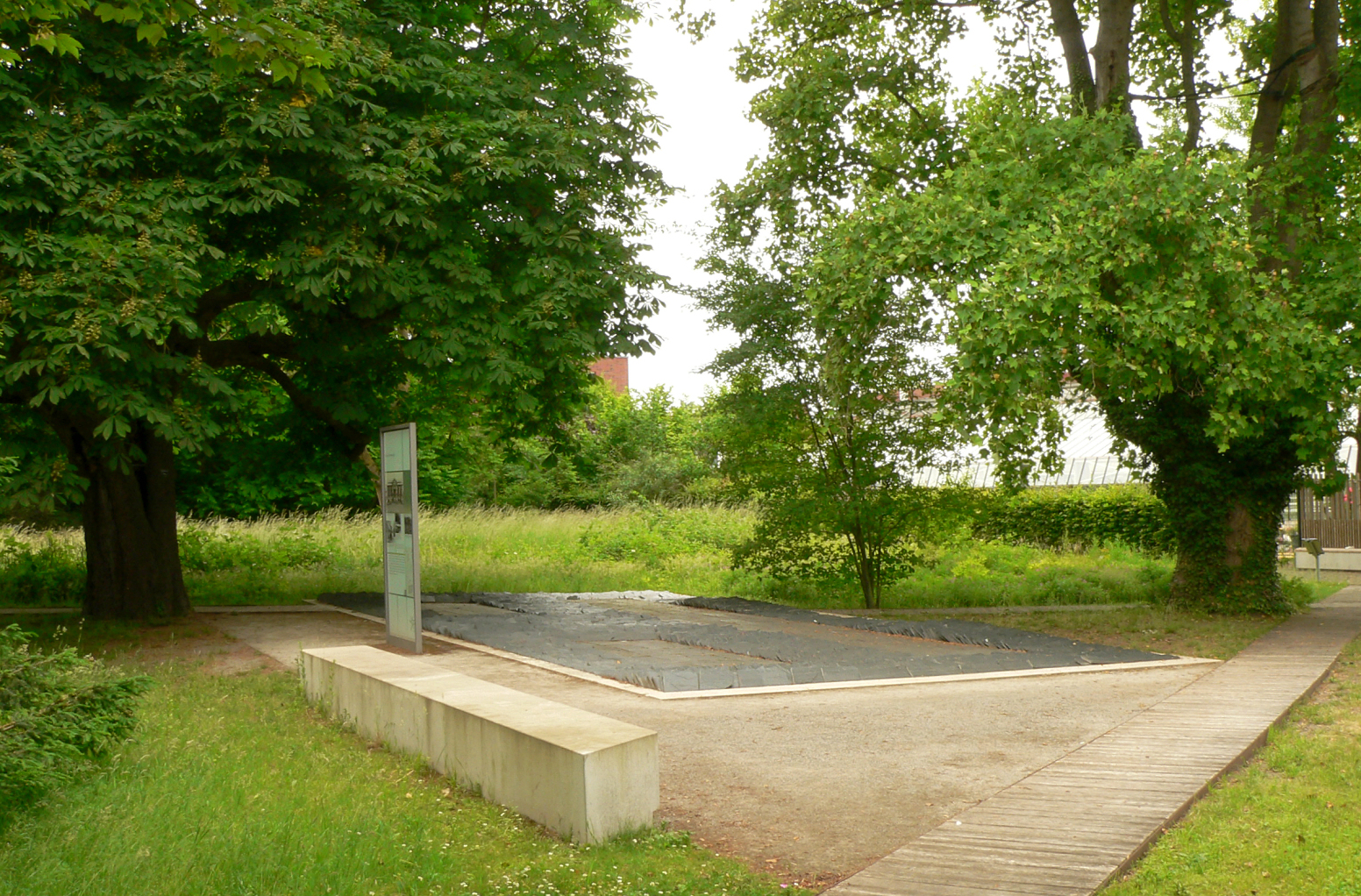
Grundfläche der Laubhütte, von der Gestapo zur Hinrichtungsstätte umfunktioniert
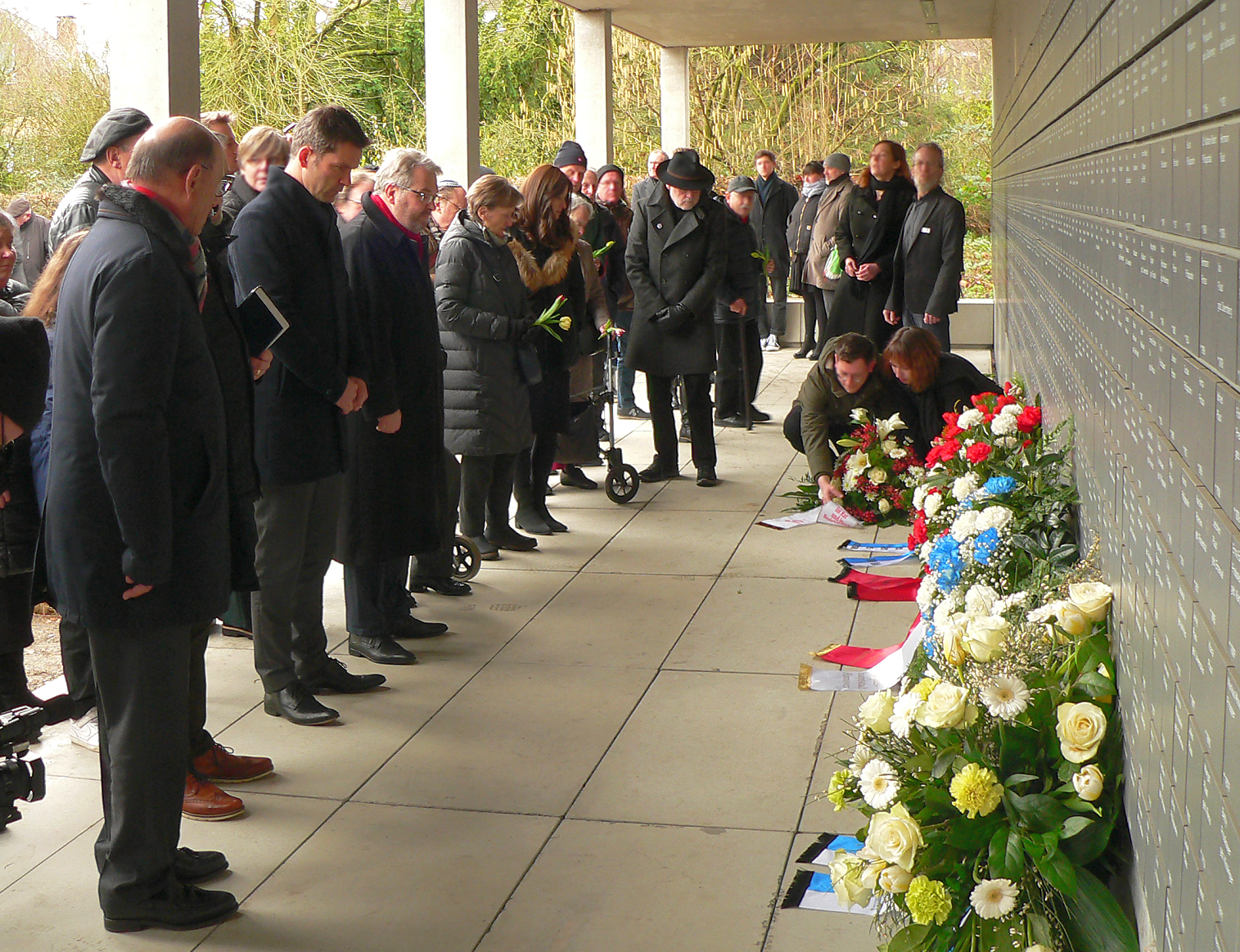
Kranzniederlegung an der „Wand der Namen“ am Tag des Gedenkens an die Opfer des Nationalsozialismus, 2023
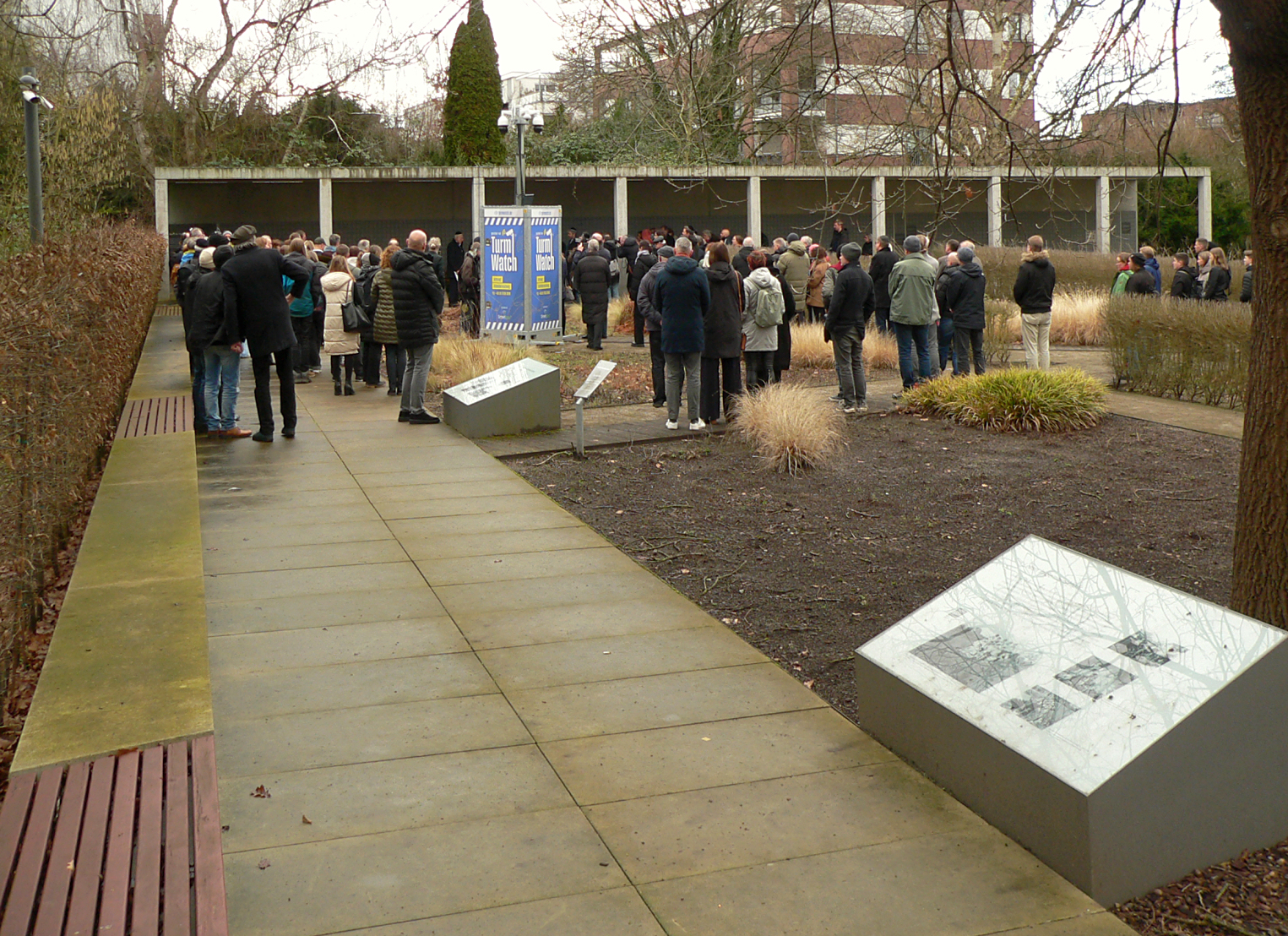
Kranzniederlegung am Tag des Gedenkens an die Opfer des Nationalsozialismus, 2025

## Die Gedenkstätte als Ziel von Straftaten
Nachdem die Polizei im Jahr 2022 eine Häufung offensichtlich rechtsmotivierter Farbschmierereien im Stadtteil Ahlem registrierte, kam es zwischen 2022 und 2025 mehrfach zu Beschädigungen durch Unbekannte an der Gedenkstätte. Laut Einschätzung der Region Hannover handelte es sich um rechtsextreme Taten. So wurde die „Wand der Namen“, die die Namen von hunderten von NS-Opfern zeigt, mit nationalsozialistischen Schmierereien verunstaltet. 2023 wurden nach einer Kranzniederlegung am Tag des Gedenkens an die Opfer des Nationalsozialismus Kränze beschädigt. Im selben Jahr brachten Unbekannte im Zusammenhang mit dem Krieg in Israel und Gaza volksverhetzende Aufkleber auf dem Gelände an, woraufhin sich die niedersächsische Innenministerin Daniela Behrens vor Ort informierte und es zu einer Demonstration gegen Rechtsextremismus mit etwa 700 Teilnehmern kam. 2024 wurden erneut Erinnerungstafeln mit Namen von NS-Opfern beschädigt. 2025 wurden nach einer Kranzniederlegung am Tag des Gedenkens an die Opfer des Nationalsozialismus wiederum Kränze beschädigt und entwendet. Dazu wurde ein Tatverdächtiger identifiziert, gegen den wegen gemeinschädlicher Sachbeschädigung und Diebstahl ermittelt wird.  Laut der Polizei handelt es sich um einen durch politisch motivierte Straftaten aufgefallenen Rechtsextremisten, der erstmals 2019 im Zusammenhang mit Ermittlungen gegen die rechtsextreme Gruppe Calenberger Bande bekannt wurde und Mitglied der Partei AfD war.